# 骨端軟骨
骨端軟骨（こったんなんこつ、英語: epiphyseal cartilage）とは骨端と骨幹を区別する軟骨。骨端板、成長板とも呼ばれる。硝子軟骨により構成され、骨の成長が止まるまで維持される。

## 閉鎖
骨の成長は骨端軟骨板の閉鎖により停止する。閉鎖の仕組みは長らくわかっていなかったが、エストロゲン及びテストステロンといった性ホルモンに暴露されることで、骨端軟骨細胞のアポトーシスが誘導されることが示された。
このため思春期早発症は身長の成長可能性を低下させる。また、思春期前にどのくらいの身長に達しているかが最終的な身長に影響する。一方で、性ホルモンは成長を促進する効果もある。
エストロゲンで初経が始まると閉鎖が始まるが、閉鎖が始まった後も数年は伸び続ける。
最終的に性ホルモンで成長が促進され伸び始めた時の身長から最終身長になるまで男子では約30cm、女子では約25cm伸びると言われている。
骨端軟骨板の閉鎖を回避するため、初経前の女性は性ホルモン剤を使用してはならない。